# HarmonyOS
HarmonyOS é um sistema operacional de código aberto em desenvolvimento pela Huawei desde 2012 a ser implantado em seus futuros produtos. O sistema foi lançado pela empresa no dia 9 de agosto de 2019 com foco principal em dispositivos IoT, sendo compatível com uma enorme gama de dispositivos como Smart TVs, Smartwatches, Smartphone, Tablet, Computador, automóveis de diversas marcas como BYD Auto, Chery Automobile, Seres, entre outras.
Hoje conta com inúmeros aplicativos populares em sua loja própria, como o TikTok, Telegram, Snapchat, entre outros.
O Harmony OS está em sua versão 4 e já possui mais de 100 milhões de dispositivos com uma média de 1,1 milhão de instalações por dia. Hoje é o terceiro maior sistema operacional do mundo, ficando atras apenas do Android e IOS.
Em uma entrevista publicada pela Die Welt, o executivo da Huawei, Richard Yu, afirmou que este Sistema Operacional (OS) poderia ser usado como um Plano B caso a empresa fosse proibida de usar o Windows ou Android em decorrência das restrições aprovadas pelo governo dos Estados Unidos da América. No entanto, ainda "preferia trabalhar com o ecossistema da Google e Microsoft".